# Berensberg (Herzogenrath)
Berensberg ist ein Ortsteil von Kohlscheid, Stadt Herzogenrath, in der Städteregion Aachen in Nordrhein-Westfalen. 

## Lage
Berensberg liegt ganz im Süden des Stadtgebiets und grenzt im Süden und Westen an die Aachener Stadtteile Soers und Richterich und im Norden an Rumpen. Durch den Ort verläuft die L 244.

## Allgemeines

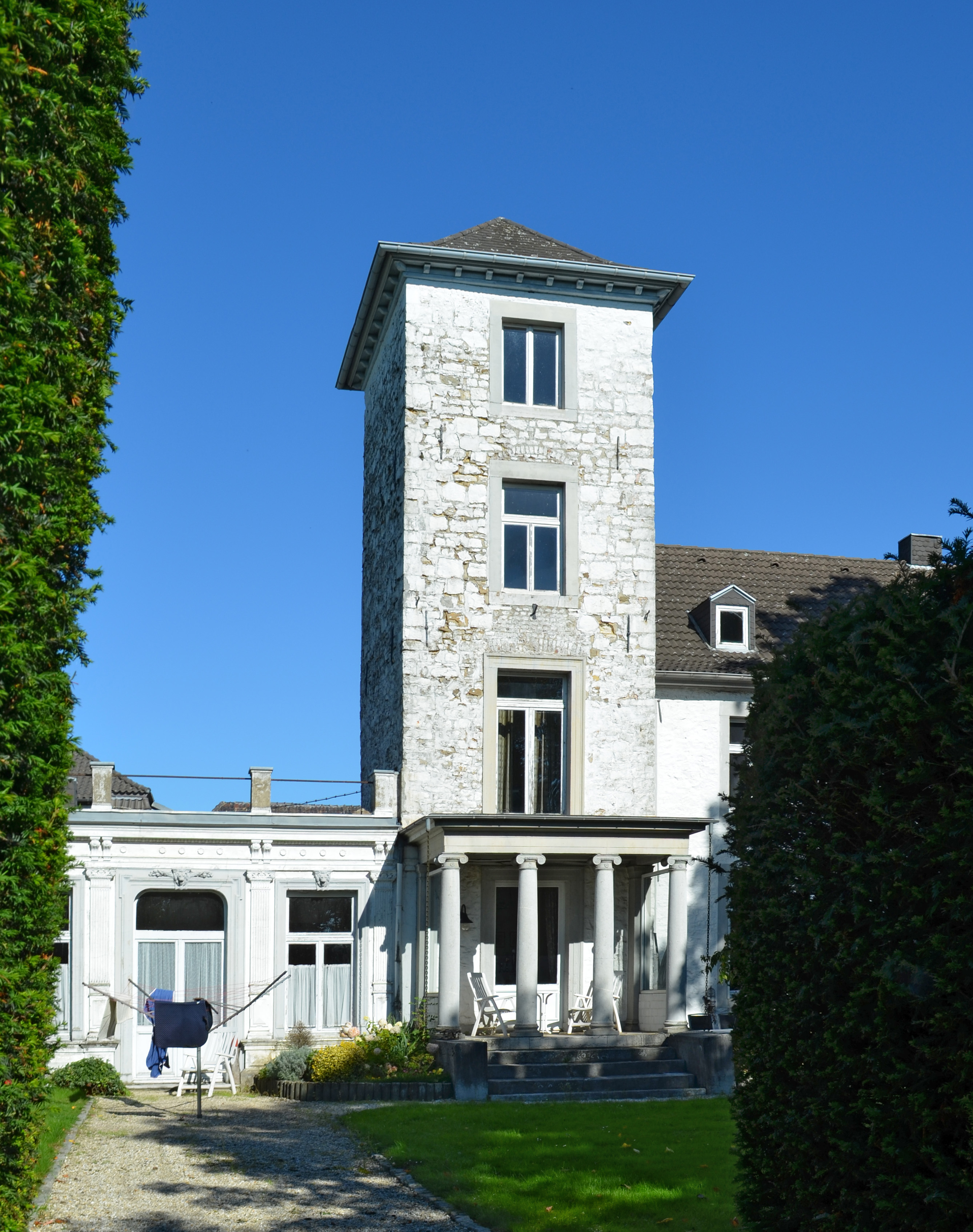
Viereckturm von Schloss Berensberg

Berensberg ist ein ländlich geprägtes Dorf und ist von Wiesen umgeben. Die kath. Filialkirche St. Matthias geht auf eine Stiftung des Ritters Matthias von Berensberg zurück, der 1381 den Bau einer Kapelle stiftete. Die heutige Kirche ist ein neuromanischer Bau aus den Jahren 1889/90.
Neben der Kirche befindet sich das Schloss Berensberg und am Ostrand des Ortes schließt sich das Waldgebiet Berger Busch an, der zu dem ehemaligen und von Napoléon 1802 aufgelösten Trappistenkloster Mont Sion gehörte. Dort verbrachte seine Schwester Pauline Bonaparte einen Großteil ihrer Freizeit, weswegen Napoléon im Jahr 1812 ihr zuliebe den Obelisken, heute bekannt als Blauer Stein, auf einer benachbarten Aussichtsplattform errichten ließ. Später wurde der Berger Busch in Erinnerung an Napoleons Schwester Paulinenwäldchen genannt. Zu Beginn der Preußenzeit wurde dort ein noch heute bestehendes Ausflugslokal (mittlerweile geschlossen, Stand 2022) errichtet, das in der Zeit, als die Familie Cockerill auf Schloss Berensberg saß, als Jagdhaus diente.

## Verkehr
Die AVV-Buslinien 34, 54 und 70 der ASEAG verbinden den Ort mit Herzogenrath, Kohlscheid sowie Aachen. Zusätzlich verkehren in den Nächten vor Samstagen sowie Sonn- und Feiertagen die Nachtexpresslinien N3 und N6 der ASEAG.
| Linie | Verlauf |
| ----- | --- |
| 34    | (Kerkrade (NL) – Pannesheide (D)) / Kohlscheid Bf – Kohlscheid Weststr. – (Kohlscheid Markt – ) Rumpen – Berensberg – Grüner Weg – Aachen Bushof – Elisenbrunnen – Theater – Normaluhr – Burtscheid Hauptstr. – Diepenbenden |
| 54    | Diepenbenden – Burtscheid Hauptstr. – Normaluhr – Theater – Elisenbrunnen – Aachen Bushof – Eurogress – Soers – Berensberg – Rumpen – Kohlscheid Markt – Klinkheide – Pannesheide – Straß – Herzogenrath Bf – Herzogenrath Schulzentrum / Waldfriedhof / (Ritzerfeld – Merkstein – Industriegebiet Boscheler Berg)                                     |
| 70    | Vaals Grenze – Vaalserquartier – Uniklinik – Laurensberg – Richterich – Berensberg – Eulershof – Talbot – Europaplatz – Bf Rothe Erde |
| N3    | Nachtexpress: nur in den Nächten vor Samstagen sowie Sonn- und Feiertagen Elisenbrunnen – Aachen Bushof (→ Ludwig Forum → Haaren → Verlautenheide → Würselen → Morsbach → Bardenberg → / ← Eurogress ← Berensberg ← Rumpen ← Kohlscheid Markt ← Klinkheide ← Pannesheide ← Straß ←) Herzogenrath Bf – Ritzerfeld – Merkstein (← Boscheln ← Holthausen) |
| N6    | Nachtexpress: nur in den Nächten vor Samstagen sowie Sonn- und Feiertagen Aachen Bushof → Alter Tivoli → Berensberg → Rumpen → Kohlscheid Weststr. → Klinkheide → Kohlscheid Markt → Bardenberg → Morsbach → Würselen → Haaren → Liebigstr. → Aachen Bushof → Elisenbrunnen                                                                            |

## Vereine
- St. Sebastianus-Schützen Berensberg-Rumpen 1883 e. V.